# Бегларян, Ашот Эрнестович
Ашот Эрнестович Бегларян (арм. Աշոտ Բեգլարյան; 1 августа 1968 года, Степанакерт, НКАО, Азербайджанская ССР, СССР) — армянский писатель, журналист и переводчик.

## Биография
Ашот Бегларян родился в 1968 году в городе Степанакерт. Сын поэта Эрнеста Бегларяна. Окончил факультет русского языка и литературы Ереванского государственного университета по специальности литературовед. Печатается с 19 лет. Творит в основном на русском языке.
Участвовал в оборонительных боевых действиях в Карабахе, в ходе боёв был тяжело ранен.
Рассказы и очерки Ашота Бегларяна публиковались в литературных, общественно-политических изданиях и интернет-сайтах в Степанакерте (Ханкенди) и Ереване, в Москве, Санкт-Петербурге, Нижнем Новгороде, Ростове-на-Дону, Новочеркасске, Томске, Калининграде и других российских городах, в Абхазии, Грузии, Иране, Казахстане, Белоруссии, Украине, Латвии, Болгарии, Словакии, Германии, Великобритании, Канаде, США и др.
По мотивам рассказа Ашота Бегларяна «Дом, который стрелял» был снят первый в непризнанной НКР короткометражный художественный фильм.
Профессионально занимается журналистикой. В разные годы работал корреспондентом ереванских газет «Голос Армении», «Новое время», армянских информагентств СНАРК и «АрмИнфо», британского Института освещения войны и мира, российских агентств Regnum и «Интерфакс», журнала для депутатов Госдумы РФ «Кавказский эксперт», ряда издающихся в России армянских журналов и др.
С декабря 1998 по сентябрь 2013 года работал в Министерстве иностранных дел НКР, имеет дипломатический ранг советника.
В октябре 2013 года был назначен на должность помощника Президента НКР.
Женат. Трое детей.

## Творчество
В 2000 году журнал «Армянский вестник», издающийся в Москве, опубликовал нескольких рассказов Ашота Бегларяна, получивших восторженную оценку литературоведа, преподавателя Литературного института имени Горького Анаиды Беставашвили.
В 2004 году в издательстве «Антарес» (Ереван) вышел в свет первый сборник рассказов и повестей Ашота Бегларяна «Чужой счёт», в который вошли в основном произведения на военную тематику, в 2007 году в том же издательстве — сборник юмористических, сатирических и военных рассказов под названием «Пощёчина», а в 2010 году — сборник повестей и рассказов «Звёздный мальчик».
В 2011—2013 году юмористические и военные рассказы, а также переводы Ашота Бегларяна были опубликованы во всех изданных в рамках специального проекта трёх номерах регионального альманаха «Южный Кавказ».
В 2013 году старейший украинский общественно-политический, литературно-художественный и искусствоведческий журнал «Всесвит» («Вселенная») перевёл на украинский язык и опубликовал в качестве специального блока повести и рассказы Ашота Бегларяна о карабахской войне. В 2015 году «Всесвит» перепечатал повести «Звёздный мальчик» и «Обыкновенные герои».
В мае 2014 года стал победителем проведённого в Нижегородской области второго областного конкурса имени Виталия Гузанова в номинации лучший журналистский материал на патриотическую тему: «Трагедия времени. Конфликты. Люди». Награждён дипломом и памятной медалью имени Гузанова.
В 2014 году словацкое издание «Revue Svetovej Literatury» («Ревью мировой литературы») опубликовало в переводе на словацкий язык рассказ Ашота Бегларяна «Дед Мороз».
В 2014 году в издательстве «Сона» (Степанакерт) вышел сборник новых произведений автора «Обыкновенные герои».
В 2015 году в канадском издательстве Altaspera (Торонто) вышел в свет сборник «Война фамилий не спрашивает», куда вошли повести и рассказы автора разных лет.
В 2015 году в серии книг «Библиотека журнала ЖАМ» в Москве и в Ереване вышел в свет сборник журналистских и публицистических произведений военных лет «Карабахский дневник» (иллюстрировал книгу Гагик Сиравян).
В 2015 году издающаяся в Пловдиве на болгарском языке общеармянская еженедельная газета «Ваан» опубликовала рассказ Ашота Бегларяна «Орел».
В 2016 году в Москве вышла художественно-документальная книга Ашота Бегларяна «Поцелованный ангелом» о юном талантливом певце Феликсе Карамяне.
В 2017 году в изданном в Киеве сборнике «Тени бытия» произведений русскоязычных армянских писателей разных стран был опубликован рассказ А. Бегларяна «Животворящий смех».
В 2017 году действующее в Германии издательство «Другое решение» издало сборник повестей и рассказов Ашота Бегларяна «Жажда жизни».
В 2018 году в Степанакерте вышел сборник избранных произведений Ашота Бегларяна «Преодоление», приуроченный к 50-летию прозаика и 30-летию его творческой деятельности.
Рассказ Ашота Бегларяна «Мать» включен в переизданный в 2019 году учебник «Русский язык. Диалог культур» для 12-х классов с гуманитарным уклоном старших школ Армении.
В 2020 году в изданную в Ереване антологию исторической и военной прозы «Книга о воинах и войнах» вошёл и рассказ Ашота Бегларяна «Спасённая  мелодия».
Автор романа «Апельсин потерянного солнца» (2019-2021).
В 2021 году в издательском доме «Арцах» (Ереван) вышел в свет сборник художественно-документальных очерков Ашота Бегларяна «Лица Арцаха».
В 2022 году немецкое  издательство «Другое решение» выпустило сборник философско-психологических, военных и юмористических рассказов Ашота Бегларяна «Наивная мудрость, или Правда жизни».
В 2023 году в московском  издательстве  «Книжный мир» в рамках книжной серии ДИАЛОГ был издан сборник «Апельсин потерянного солнца» Ашота Бегларяна, куда вошли одноимённый роман о Великой Отечественной войне, в которой участвовал дед автора, и несколько рассказов о последних карабахских войнах, участником, очевидцем и летописцем которых является сам писатель. Автор с глубокой философичностью и тонким психологизмом размышляет над проблемами войны и мира в неспокойном закавказском регионе и шире – в планетарном масштабе.
Ашот Бегларян является переводчиком с армянского на русский язык и редактором нескольких десятков книг.
Участник двух всемирных фестивалей молодёжи и студентов — на Кубе (1997) и в Алжире (2001, руководитель делегации НКР).
Творчество Ашота Бегларяна было удостоено внимания со стороны известного литературного критика Соломона Воложина, литературоведа Светланы Лось, поэта и общественного деятеля Виктора Коноплева  и др.

## Членство в организациях
- 1996 — член Союза журналистов НКР[4]
- 1998 — член Степанакертского пресс-клуба
- 1999 — член Международной ассоциации «Южный Кавказ»[11]
- 1999 — член Лиги фронтовых журналистов НКР.
- 2007 — член Союза писателей Нагорно-Карабахской Республики
- 2007 — член Союза писателей Республики Армения
- 2015 — член Российского союза писателей [42]
- 2025 — член Союза армянских писателей и журналистов Соединённых Штатов Америки

## Достижения и награды
- медаль «За боевые заслуги» (НКР) (2006) [43]
- медаль «За боевые заслуги» (РА) (2006) [44]
- медаль «Материнская благодарность доблестным сынам Арцаха» (2007)[45]
- специальный диплом открытого всеукраинского конкурса «Камрад, Амиго, Шурави» (март 2008) [46]
- звание Магистра фонда «Великий странник — Молодым» за второе место в литературном конкурсе, организованном указанным фондом (2006)[47]
- в 2011 году ещё дважды становился вторым призёром конкурсов указанного фонда[11]
- именные часы от Министра обороны НКР (2010)[48]
- юбилейная медаль Российского Института политических и социальных исследований Черноморско-Каспийского региона «20 лет провозглашения Нагорно-Карабахской Республики» (2011)[49]
- юбилейная медаль «Десятилетие МИД НКР» (2003)
- юбилейная медаль «Двадцатилетие МИД НКР» (2013)
- юбилейная медаль «Двадцатипятилетие МИД НКР» (2018)
- юбилейная медаль Российского института политических и социальных исследований Черноморско-Каспийского региона «200 лет Гюлистанскому договору» (2013)
- победитель II-го Нижегородского конкурса им. В. Гузанова (2014 г.)[50]
- памятная медаль «Герой Советского Союза, гвардии лейтенант Александр Демаков» Всероссийской общественной организации «Боевое братство» (2015)
- юбилейная медаль «5-я бригада, 20 лет» и почетная грамота Добровольческого союза «Еркрапа» Республики Армения (2015)[16]
- Юбилейная медаль Всероссийского Лермонтовского комитета, посвященная 200-летию со дня рождения М. Ю. Лермонтова (2015)
- Номинант российской национальной литературной премии «Писатель года» за 2015, 2016, 2017 годы [42]
- Юбилейная медаль «100-летие Геноцида Армян» Всероссийской комиссии по координации мероприятий, посвященных 100-летию Геноцида Армян (2015)
- В 2016 году Ашот Бегларян стал финалистом 5-го международного конкурса «Открытая Евразия» в категории «Литературное произведение» (Лондон).[51]
- Юбилейная медаль «25 лет Вооружённых сил Республики Армения» (2017)
- грамоты, дипломы и ценные подарки за военную, журналистскую и литературную деятельность, в том числе от Национального собрания НКР, Аппарата Президента НКР, Министерства обороны НКР, Министерства диаспоры РА и др.[52]
- В 2018 году указом президента НКР Ашот Бегларян удостоен звания «Заслуженный журналист Нагорно-Карабахской Республики» за «многолетнюю плодотворную деятельность в информационном поле Арцаха и в связи с 50-летием».[9][53]
- Памятная медаль «Мавлана Руми» Общества русско-иранской дружбы (2018)
- Медаль от командования российского миротворческого контингента «За участие в миротворческой миссии в Нагорном Карабахе» (2022)
- В феврале 2023 года Ашот Бегларян стал лауреатом конкурса «Клуба славы» международного фонда «Великий странник – Молодым». Его рассказ «Брошенный мяч» про «44-дневную войну» 2020 года занял второе место на 27-м номерном конкурсе «Клуба славы»[54].
- Очерки и рассказы Ашота Бегларяна традиционно лидируют на сайте Творчества ветеранов последних войн ArtOfWar[55]
- В феврале 2025 года рассказ А. Бегларяна «Колонна длиною в жизнь» стал одним из победителей конкурса «Лауреат-77» Международного фонда «Великий Странник Молодым»[56][57]
- По итогам конкурса «Лауреат 80 Юбилейный» в апреле 2025 года его очерк о ветеране Великой Отечественной войны из Нагорного Карабаха, военном водителе Александре Осипове «Огненные рейсы Александра Осипова» стал одним из трех победителей среди 41 произведения[58]

## Видео
- [1]презентация книги Ашота Бегларяна «Карабахский дневник»
- Ашот Бегларян
- Ашот Бегларян — Затравленная птица
- Ашот Бегларян: Абсурдно решать судьбу страны без его прямого участия
- Азербайджанцы принимают в штыки мероприятия, проводимые НКР
- Ашот Бегларян. Вехи независимости: взгляд писателя и гражданина...«Наша Среда online»
- Бегларян писатель и журналист
- Взгляд изнутри: Известный карабахский писатель, публицист и общественный деятель Ашот Бегларян. Видео
- О сборнике Ашота Бегларяна «Лица Арцаха».[2]
- Творческий вечер Ашота Бегларяна на канале "Еркир Наирян" https://www.youtube.com/watch?v=RrYwgowKe5A
- Писатель, публицист Ашот Бегларян в студии передачи «Доброе утро» Общественного радио Арцаха https://www.youtube.com/watch?v=VqhHjqLwgOoi
- Интервью  Ашота Бегларяна передаче «Книга, чай, иногда — вино»[3]